# Aleksej Jesin

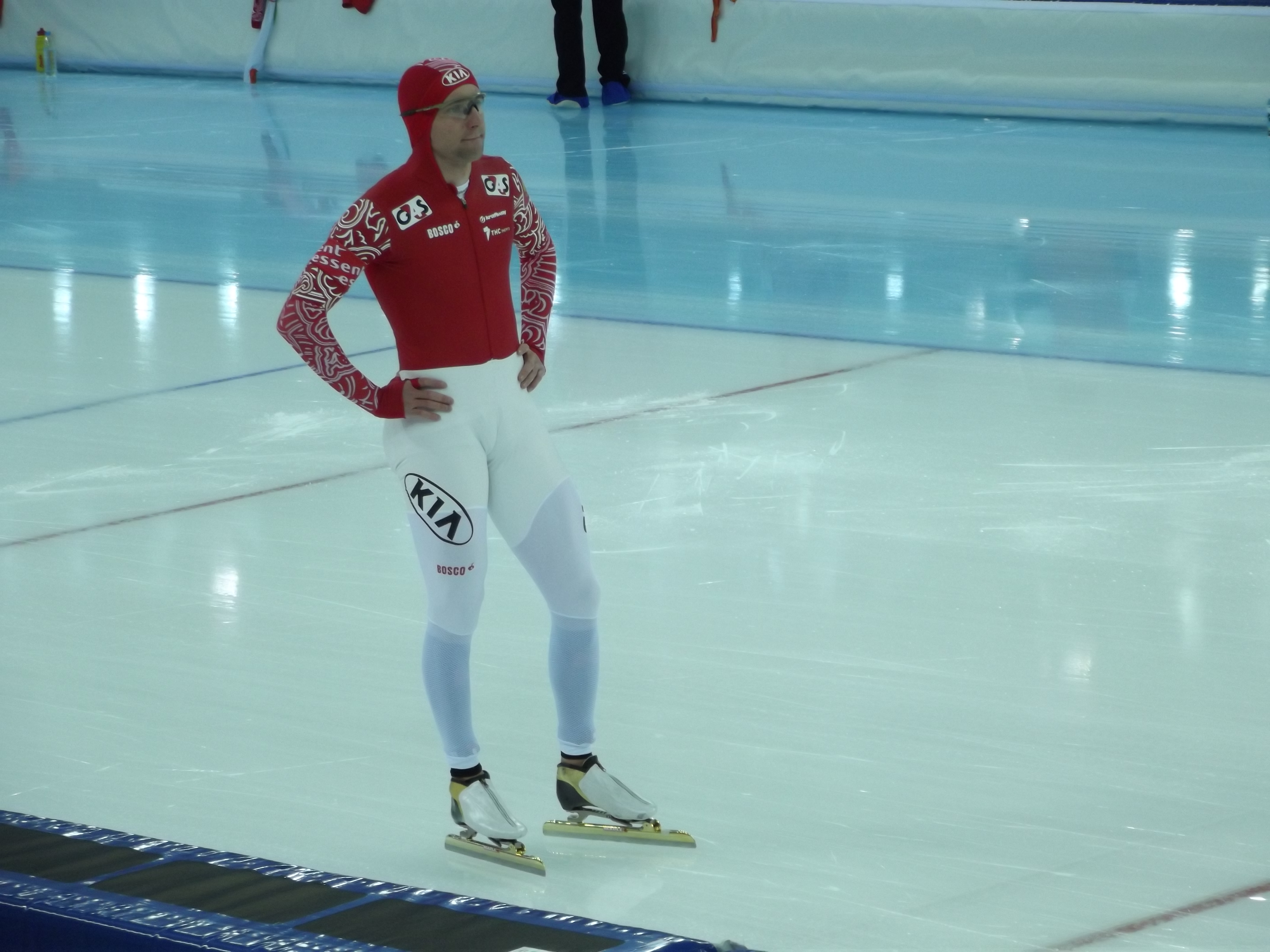
Aleksej Jesin tijdens de WK afstanden 2013

Aleksej Joerjevitsj Jesin (Russisch: Алексей Юрьевич Есин) (Kolomna, 3 december 1987) is een voormalig Russisch langebaanschaatser. Hij nam deel aan de Olympische Winterspelen van 2010 in Vancouver, daar reed hij de 1000 meter, waarop hij als 22e eindigde, en de 1500 meter, waar hij 21e op werd.
Jesin maakte zijn internationale debuut bij het wereldkampioenschap sprint in 2007, daarbij werd hij 24e van de 32 deelnemers. Sindsdien is hij een vaste deelnemer in het World Cup circuit. Daarna nam hij nog deel aan het Wereldkampioenschap afstanden van 2008. Hierbij schaatste Jesin drie afstanden. Op de 1000 meter werd hij 16e en op de 1500 meter eindigde die als 11e, ook reed hij de ploegenachtervolging waarop Rusland 7e werd.
Ook nam hij deel aan de wereldkampioenschappen sprint in 2010 en 2011. In 2010 eindigde Jesin op de 12e plaats en in 2011 werd hij zelfs 9e.

## Persoonlijke records
| Afstand      | Tijd     | Datum            | Baan           |
| ------------ | -------- | ---------------- | -------------- |
| 500 meter    | 34,52    | 8 december 2017  | Salt Lake City |
| 1000 meter   | 1.07,50  | 2 december 2017  | Calgary        |
| 1500 meter   | 1.44,51  | 15 november 2013 | Salt Lake City |
| 3000 meter   | 3.53,60  | 8 december 2006  | Kolomna        |
| 5000 meter   | 6.52,98  | 3 februari 2007  | Kolomna        |
| 10.000 meter | 16.15,86 | 28 maart 2004    | Arkhangelsk    |

## Resultaten
| Jaar | EK Sprint        | WK sprint            | WK afstanden        | Olympische Spelen                                      | Wereldbeker                                   | WK junioren          |
| ---- | ---------------- | -------------------- | ------------------- | ------------------------------------------------------ | --------------------------------------------- | -------------------- |
| 2006 |                  |                      |                     |                                                        |                                               | 16e (13, 22, 17, 15) |
| 2007 |                  | 24e (28, 17, 31, 21) |                     |                                                        | 50e 500m 00p 1000m 00p 1500m                  | 7e · (8, 22, , 17)   |
| 2008 |                  | 21e (24, 20, 20, 24) | 16e 1000m 11e 1500m | 22e 100m 32e 500m 21e 1000m 45e 1500m 4e achtervolging |                                               |                      |
| 2009 |                  |                      |                     | 30e 100m 00p 500m 34e 1000m 39e 1500m                  |                                               |                      |
| 2010 |                  | 12e (20, 11, 20, 9)  |                     | 21e 1000m 21e 1500m                                    | 00p 500m 22e 1000m 21e 1500m 8e achtervolging |                      |
| 2011 |                  | 9e (16, 8, 19, 9)    | 11e 500m DQ 1000m   |                                                        | 17e 500m 11e 1000m 31e 1500m                  |                      |
| 2012 |                  | 11e (21, 10, 13, 4)  | 13e 500m 9e 1000m   | 23e 500m 10e 1000m                                     |                                               |                      |
| 2013 |                  | 9e (23, 8, 16, 7)    | 13e 500m 12e 1000m  | 21e 500m 9e 1000m                                      |                                               |                      |
| 2014 |                  |                      |                     | 16e 500m 18e 1000m 24e 1500m 6e achtervolging          | 19e 500m 13e 1000m 23e 1500m                  |                      |
| 2015 |                  | · (6, 5, 12, )       | 11e 500m 15e 1000m  |                                                        | 10e 500m 10e 1000m                            |                      |
| 2016 |                  | 7e (8, 10, 10, 5)    | 5e 500m 4e 1000m    | 12e 500m 7e 1000m                                      |                                               |                      |
| 2017 | 4e · (7, 5, , 4) | DQ (19, DQ, DQ, -)   | 19e 500m 9e 1000m   | 21e 500m 11e 1000m                                     |                                               |                      |
| 2018 |                  | 9e (14, 9, 9, 10)    |                     |                                                        | 23e 500m 13e 1000m                            |                      |
| 2019 | 8e (13, 6, 8, 7) |                      |                     |                                                        | 39e 1000m                                     |                      |
| 2020 |                  |                      |                     | 30e 500m 28e 1000m                                     |                                               |                      |

DQ = diskwalificatie voor bepaalde afstand
(#, #, #, #) = afstandspositie op sprinttoernooi (500m, 1000m, 500m, 1000m) of op juniorentoernooi (500m, 3000m, 1500m, 5000m).
0p = wel deelgenomen, maar geen punten behaald.